# Ibn Rachik
Ibn Rachik ou Ibn Rachiq, de son nom complet Abū ʿAlī Ḥasan Ibn Rašīq Elm'sili c'est-à-dire de la ville de M'sila (arabe : ابن رشيق القيرواني), né vers l'an 1000 (390 du calendrier musulman) à Mohammediyya ( M'Sila en L'État ziride ) et décédé le 15 octobre 1064, est un écrivain et poète du Maghreb.
Il grandit à Mohammediyya et étudie tout en apprenant le métier de son père, un joaillier affranchi d'origine chrétienne. Il s'intéresse rapidement à la littérature et rédige ses premiers poèmes. En 1015, alors qu'il n'a environ que 15 ans, il décide de se rendre à Kairouan, capitale des sciences et du savoir de l'époque. Il y fréquente les grands maîtres et savants de l'époque, et suit les cours de Mohamed Ibn Jaʿfar al-Jazzaz Temimī, Abū Isḥāq Ibrahīm al-Ḥuṣari, et Abd al Karim al-Nahchali. Il s'occupe parallèlement d'activités commerciales.
Après un court séjour à Sfax, il devient le protégé du précepteur du prince (appelé Ibn Abi Rijal) puis du roi. En 1026, il perce à la cour ziride en faisant l'éloge panégyrique du souverain Al-Muʿizz ben Badis qui apprécie l'étendue de ses connaissances et son talent littéraire. Il devient rapidement poète officiel du palais et occupe le poste de secrétaire de chancellerie, tout en élargissant son domaine d'intérêt à l'histoire de la littérature et en développant ses compétences en critique et en théorie de l'art poétique.

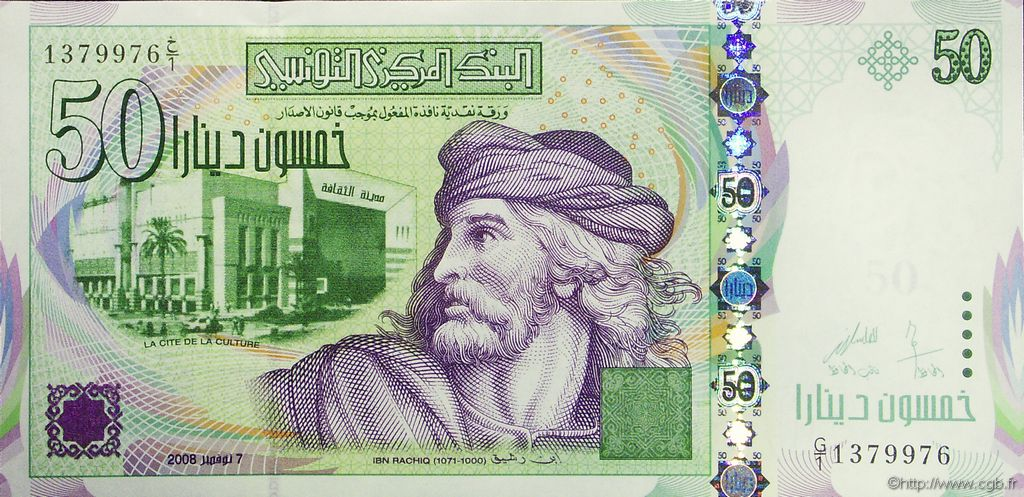
Portrait d'Ibn Rachik sur le billet de cinquante dinars tunisiens mis en circulation le 25 juillet 2009

Il est bon vivant, possède la particularité de loucher. Le roi aime provoquer des joutes entre lui et un autre poète de la cour, Ibn Charaf qui lui, est borgne et chauve. La rivalité entre Ibn Rachik et Ibn Charaf à la cour devient légendaire. Sa vie se déroule normalement et rien ne semble avoir perturbé son cours jusqu'en 1051, année au cours de laquelle il compose la satire du juge de la ville de Sabra Al-Mansuriya (juste à la sortie Sud-Ouest de l'actuelle Kairouan), ce qui lui vaut d'être banni et de fuir vers l'Égypte. À son retour, son grand rival de toujours, Ibn Charaf excédé et vaincu se sent dans l'obligation de quitter la cour et déménager à Mahdia.
La tranquillité d'ibn Rafik ne sera que de courte durée : il assiste à la déchéance de Kairouan causé par les luttes interminables et l'arrivée des tribus hillaliennes qui amènent Al-Muʿizz ben Badis à fuir et s'installer à Mahdia en 1057 (ce qui, semble-t-il, cause le départ d'Ibn Charaf de la ville pour la Sicile). Profitant de cet événement, Ibn Rachik écrit un nouveau panégyrique en l'honneur du calife, mais cela a un effet inverse à celui espéré car le poème commence par « Ne cède pas et n'aie aucun trouble », ce qui est jugé comme une atteinte au prestige du calife.
Ibn Rachik s'exile alors à Mazara (Sicile) en 1057. Selon certaines sources, il y reste jusqu'à sa mort le 15 octobre 1064, mais il semble plus probable qu'il soit rentré à Mahdia puisqu'il rédige l'élégie funèbre du souverain Al-Muʿizz ben Badis, puis plus tard le panégyrique de son fils Tamim ben al-Muizz. D'autres sources mentionnent sa présence en Sicile après la mort Al-Mu'izz ben Badis (donc en 1066) où il se serait réconcilié avec son grand rival de jadis Ibn Charaf. L'émir de Séville aurait alors invité les deux hommes à se rendre à sa cour mais Ibn Rachik serait mort à Mazara avant d'avoir pu s'y rendre.
Le portrait d'Ibn Rachik figure sur le billet de cinquante dinars tunisiens mis en circulation le 25 juillet 2009.

## Œuvres
- Ouvrages disponibles :
  - Al Onmoudhaj (أنموذج الزمان في شعراء القيروان) ;
  - Al Omda (العمدة في محاسن الشعر و آدابه) ;
  - Al Qaradha (قراضة الذهب في نقد أشعار العرب) ;
- Ouvrages non disponibles :
  - Vingt ouvrages d'ontologie, critique et histoire littéraire, ainsi qu'un recueil de poèmes ;
  - Huit articles et lettres de critiques et de débat, notamment à l'encontre de son rival Ibn Charaf.

## Sources
- Mohamed Laroussi Métoui et Béchir Baccouche, introduction à l'ouvrage Al Onmoudhaj, éd. Maison tunisienne de l'édition, Tunis, 1986
- Jean Fontaine, Histoire de la littérature tunisienne - tome 1, Tunis, Cérès, 1999, 244 p.  (ISBN 9973-19-403-9), p. 202-206